# 科隆共产党人审判案

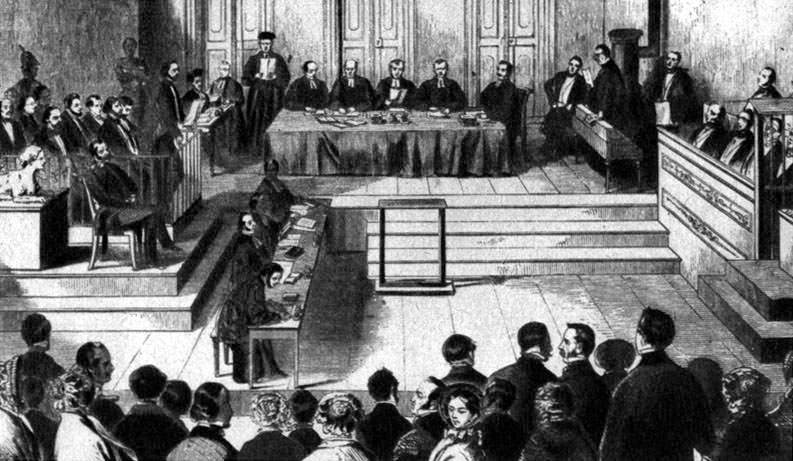
科隆共产党人审判案

科隆共产党人审判案是1852年10月4日至11月12日普魯士王國在德意志邦聯科隆对涉嫌参与德意志1848年革命的11名共產主義者同盟成员进行審判。审判结束后共產主義者同盟於11月17日自行解散。 11人中有8名被判处3至6年徒刑。3人无罪释放，其中1人在出狱前病逝。 